# Placosaris leucula
Placosaris leucula là một loài bướm đêm trong họ Crambidae.